# هيلموت كورين
هيلموت كورين هو لاعب هوكي الجليد نمساوي، ولد في 30 مارس 1958 في كلاغنفورت في النمسا.

## وصلات خارجية
- هيلموت كورين على موقع EliteProspects.com (الإنجليزية)
- هيلموت كورين على موقع أوليمبيديا (الإنجليزية)